# Transports en commun d'Ajaccio
 (décembre 2018).
Muvistrada, anciennement Transports en commun d'Ajaccio (TCA), est le réseau de bus qui dessert Ajaccio et son agglomération de 93 000 habitants.
Le réseau Muvistrada fait partie de l'offre de transport Muvitarra proposée par la communauté d'agglomération du Pays ajaccien qui se compose aussi de Muviscola marque regroupant les dessertes scolaires, Muviverde qui regroupe les services liés aux vélos et aux parcs relais et de Muvimare, la navette maritime du golfe d'Ajaccio.

## Historique
Le réseau est exploité par la Société nouvelle des autobus ajacciens (SNAA) — qui est durant les années 2010 une filiale du groupe Veolia Transdev puis Transdev — à partir de 1984, la délégation de service public a été renouvelée en 2010 pour une durée de cinq ans jusqu'en 2015.
Le 27 novembre 2006, le réseau voit la mise en place de trois lignes « Citadines » :
- Citadine 4 entre l'hôpital et Budiccione ;
- Citadine 9 entre l'hôpital et la Cathédrale ;
- Citadine des îles ou Citadine 10 entre Creste e Mare et Giraglia.

Le réseau en 2007, :
- Lignes régulières :
  - Ligne 1 : Les Crêtes ↔ Ricanto-Capitello (ou Vazzio à certains services) ;
  - Ligne 2 : Les Crêtes ↔ Confina ;
  - Ligne 3 : Place De Gaulle ↔ Pietralba ;
  - Ligne 4 : Hôpital Miséricorde ↔ Budiccione ;
  - Ligne 5 : Place De Gaulle ↔ Tennis Parata ;
  - Ligne 6 : Gare SNCF ↔ Castellucio ;
  - Ligne 7 : Empereur ↔ Loretto ;
  - Ligne 8 : Gare routière ↔ Aéroport Campo Dell'Oro ;
- Citadines :
  - Ligne 9 : Hôpital Miséricorde ↔ Cathédrale ;
  - Ligne 10 : Giraglia ↔ Creste e Mare ;
  - Ligne 11 : Saint-Pierre-de-Cardo ↔ Place Abbatucci ;
  - Ligne 12 : Saint-Pierre-de-Cardo ↔ Route de Bastia ;
- Lignes Villages :
  - Ligne 20 : Alata ↔ Place Abbatucci ;
  - Ligne 21 : Apietto ↔ Place Abbatucci ;
  - Ligne 22 : Afa ↔ Place Abbatucci (TAD) ;
  - Ligne 23 : Sarrola-Carcopino ↔ Place Abbatucci ;
  - Ligne 24 : Peri ↔ Place Abbatucci (TAD) ;
  - Ligne 25 : Tavaco ↔ Place Abbatucci (TAD) ;
  - Ligne 26 : Villanova ↔ Place Abbatucci (TAD) ;
  - Ligne 27 : Valle-di-Mezzana ↔ Place Abbatucci ;
  - Ligne 28 : Cuttoli-Corticchiato ↔ Place Abbatucci.

Le 8 octobre 2007 l'ancienne ligne 12, précédemment supprimée, voit son indice repris par une nouvelle ligne 12 reliant Place Abbatucci à Salario et prolongement du 3 à Piazetta à certains services, ainsi que la mise en place du transport à la demande sur les lignes 22, 24, 25 et 26,,.
Ouverture le 12 juillet 2010 du parc relais de Mezzana et ouverture de la navette estivale « A Paratina ».
Le 22 février 2011, le réseau est restructuré ;
- Ligne 1 : Terminus des Crêtes ramené à Place De Gaulle, création des dessertes des Hauts de Vazzio et de Saint-Pierre-de-Cardo par fusion avec la Citadine 11, suppression de la branche Ricanto-Capitello ;
- Ligne 4 : Nouveau trajet vers l'hôpital, trajet simplifié au nord de la ville d'Ajaccio ;
- Ligne 5 : Tronçon Les Crêtes - Place De Gaulle assuré en heures de pointe uniquement ;
- Ligne 6 : Desserte du quartier de Loretto ;
- Ligne 8 : Desserte du tri postal de Capitello à la place de la ligne 1 et ouverture aux abonnés mensuels ;
- Ligne 10 : Création d'une nouvelle ligne entre la Gare et les Hauts d'Aspretto ;
- Ligne 11 : Création d'une nouvelle ligne entre la Piscine Caneton, la gare et le quartier de l'Empereur ;
- Ligne 12 : Suppression de la ligne ;
- Ligne C : Nouveau nom de l'ancienne Citadine 10 ;
- Ligne 23 : Fusion avec la ligne 27 et limitation au P+R de Mezzana ;
- Ligne 24 : Limitation au P+R de Mezzana ;
- Ligne 25 : Limitation au P+R de Mezzana ;
- Ligne 28 : Devient ligne 27 et limitation au P+R de Mezzana, le numéro 28 disparaît.

Ouverture le 1er juin 2012 du service de transport à la demande de personnes à mobilité réduite TCA+. Du 16 juin au 2 septembre de la même année, une ligne estivale 12 a circulé entre la gare et le tri postal de Capitello en longeant la plage par le trajet du 8. Le 15 octobre, ouverture du parc relais Campo Dell'Oro, la ligne 12 est pérennisée avec un terminus ramené au parc.
Le 1er mars 2013, mise en place de la billétique sans contact sur le réseau.
En septembre 2016, l'agglomération décide de reprendre l'exploitation du réseau à travers une société publique locale, SPL Mobilité et Stationnement du Pays Ajaccien, renommée ensuite en Muvitarra, SPL Mobilité et Stationnement. Le mois suivant, la marque Muvitarra et ses déclinaisons sont présentées au public, la marque Muvistrada est notamment le nouveau nom du réseau TCA.

## Le réseau
Le réseau de bus date des années 1960 sous le nom de Société des Autobus Ajacciens. Plusieurs années après, une nouvelle société est créée (Société Nouvelle des Autobus Ajacciens) avec une concession Transdev organisée en société privée délégataire de service public.
La concession Transdev a été abandonné en 2016 et la main a été passée à la Communauté d'Agglomération du Pays Ajaccien (déjà présente pour l'achat des bus, la vente de tickets, les recrutements, etc. depuis 2004) sous une Société Publique Locale appelée MUVISTRADA.
Le réseau est composé de 11 lignes urbaines fonctionnant du lundi au dimanche.

### Lignes urbaines
- Ligne 1 : Hauts du Vazzio ↔ Place De Gaulle (certains services le dimanche et jours fériés s'arrêtent au ricanto plage (Autobus standards ou Midibus) 2 bus sur la ligne en semaine, 1 le dimanche. Fréquence toutes les 30 minutes
- Ligne 2 : Centre commercial Atrium ↔ Place de Gaulle (Place de Gaulle vers Les Crêtes le dimanche et jours fériés) (Autobus standards ou Midibus) 5 bus la semaine, 1 bus le dimanche. Fréquence toutes les 20 minutes
- Ligne 3 : Pietralba ↔ Place De Gaulle (Autobus standards ou Midibus) 3 bus la semaine, 1 bus le dimanche. Fréquence toutes les 20–25 minutes
- Ligne 4 :  Nouveau centre hospitalier quartier Stiletto ↔ Place de Gaulle  (Midibus) 3 bus la semaine, 1 bus le dimanche. Fréquence toutes les 30 minutes
- Ligne 5 : Parata ↔ Place De Gaulle (Autobus standards) 2 la semaine, 1 le dimanche, 3 en période estivale (mai - septembre). Fréquence toutes les 30 minutes
- Ligne 7 : Loretto ↔ Empereur Maillot (Midibus) 2 bus la semaine, 1 bus le dimanche. Fréquence toutes les 40 minutes
- Ligne 8 : Aéroport ↔ Gare CFC (Midibus ou standard) 1 bus l'hiver, 2 bus l'été (avril octobre). Fréquence toutes les 30 minutes
- Ligne 9 : Parking ancien hôpital Miséricorde  ↔ Préfecture (minibus) 3 minibus toutes les 5 minutes
- Ligne S : Bodiccione ↔ Les Cannes (midibus) 1 bus toutes les 30 minutes. pas de service le dimanche
- Ligne B : Saint Pierre de Cardo ↔ Centre commercial Atrium (midibus) 1 bus toutes les 30 minutes
- Ligne N : ligne bus TAD, regroupe la ligne 1 bis (Saint Pierre de Cardo vers Gare CFC) et la ligne 6 (Casteluccio vers Gare CFC).  2 minibus à la demande.

### Lignes villages
- Ligne 20 : Alata ↔ Abbatucci (transporteur : Ceccaldi[16], en Minicar)
- Ligne 21 : Appietto ↔ Abbatucci (transporteur : Ambrosini[16], en Minicar)
- Ligne 22 : Afa ↔ Abbatucci (TAD ; transporteur : Ambrosini[16], en Minicar)
- Ligne 23 : Sarrola-Carcopino / Valle-di-Mezzana ↔ Parc relais de Mezzana (transporteur : Poggiale[16], en Minicar)
- Ligne 24 : Peri ↔ Parc relais de Mezzana (TAD ; transporteur : Bellini[16], en Minicar)
- Ligne 25 : Tavaco ↔ Parc relais de Mezzana (TAD ; transporteur : Bellini[16], en Minicar)
- Ligne 26 : Villanova ↔ Abbatucci (TAD ; transporteur : Ceccaldi[16], en Minicar)
- Ligne 27 : Cuttoli-Corticchiato ↔ Parc relais de Mezzana (transporteur : Gravona Voyages[16], en Minicar)

Les lignes 22, 24, 25 et 26 sont exploitées sur le principe du transport à la demande sur réservation téléphonique, au plus tard la veille du déplacement.

## Les autres offres Muvitarra

### Muvimare: navette maritime
Mise en service fin 2015 à but expérimental, cette navette maritime reliant Ajaccio à Porticcio en 20 minutes navigue désormais tous les jours.

### Muviscola: transports scolaires
La CAPA assure la desserte des 21 établissements scolaires de son ressort territorial, dont la desserte sera revue en septembre 2019, sous la marque « Muviscola ».
L'exploitation est confiée à des transporteurs privés et effectuée en autocars ; les circuits sont regroupés en trois groupes : un pour les 13 écoles primaires et maternelles, un pour les collèges et lycées d'ajaccio et un pour le collège de Balléone.

### Muviverde: vélos et parc relais
Inauguré le 12 juillet 2010, le parc relais de Mezzana, situé sur la commune de Sarrola Carcopino, et disposant de 300 places est le premier parc relais de Corse. Il est situé à côté de la gare de Mezzana et est desservi par la ligne 1 vers Ajaccio et les lignes 23, 24, 25 et 27 vers les villages,.
En outre, la CAPA aménage des pistes cyclables sur son territoire.

### Liaison ferroviaire
Les trains entre la gare d'Ajaccio et la gare de Mezzana sont accessibles gratuitement pour les utilisateurs ayant un abonnement mensuel tout public ou annuel pour les salariés.

## Exploitation

### Le matériel roulant
- Standards :
  - 9 Heuliez GX 327 (Numéro 4, 6, 14, 15, 18, 19, 29, 31)
  - 3 MAN Lion's City HYB (Numéro 39, 42, 43)
  - 10 MAN Lion's City HYB (Numéro 50, 51, 52, 53, 54, 55, 56, 57, 58, 59, 60)
- Midibus :
  - 13 Heuliez GX 127 (Numéro 107, 108, 109, 110, 113, 116, 117, 128, 130)
  - 4 Heuliez GX 137 (Numéro 146, 147, 148, 149)
  - 4 Otokar Vectio C (Numéro 302, 303, 304, 305)
- Minibus :
  - Mercedes Cytios 3 (Numéro 226, 227)
  - Mercedes Sprinter city 23 (Numéro 237, 238, 239, 240)
  - Autres mercedes (Numéro 220,

Les numéros de 1 à 99 correspondent aux véhicules propriété de l'agglomération, le 9323 est un ex-Aix-en-Provence et les numéros à cinq chiffres correspondent aux véhicules propriétés de Transdev.
Véhicule non identifié de façon sûre :
- 1 Renault PR 112 (no 9566 ex-Agen). Réformé ?

Anciens véhicules :
- 1 Vehixel Cytios 30 (no 92156 ex-Bouches-du-Rhône) ;
- 1 Dietrich Noventis 200 (no 93006 ex-Drôme) ;
- 1 Mercedes-Benz Sprinter Transfer (sans numéro) pour le service Muvistrada+.

- 1 Renault/Irisbus Agora S (no 93651 ex-Transdev CAP Provence). Retourné chez son ancien exploitant.
- 1 Heuliez GX 117 (no 93842 ex-Château-Thierry) ;
- 1 Renault PR 100 (no 9574, ex-Avignon) ;
- 1 Renault PR 112 (no 9975) ;
- N.C. Renault R 312 (no ?).
- Au moins 4 Heuliez GX 77H (nos ?).
- Heuliez GX 327 (N°9323)
- Heuliez GX 327 (N°5)
- Man Lion's city A37 (N°40)

Les lignes villages sont sous-traitées à des transporteurs privés qui fournissent véhicules et conducteurs.

### Le dépôt
Le dépôt et l'atelier sont situés dans la zone industrielle du Vazzio, accessible par la ligne 1. La SNAA possède 130 salariés dont 110 conducteurs.